# Pat Flaherty
Pat Flaherty (n. 6 ianuarie 1926, Glendale, California, SUA – d. 9 aprilie 2002, Oxnard, California, SUA) a fost un pilot de Formula 1. De-a lungul carierei a luat startul în 6 curse dintre care 1 din pole-position. A câștigat 1 cursă și a terminat o singură dată pe podium, acumulând 8 puncte în întreaga activitate ca pilot de Formula 1.